# CBS (TV-bolag)
CBS, egentligen Columbia Broadcasting System, är ett av de största TV-bolagen i USA. Ursprungligen var CBS ett radiobolag, men idag används inte varumärket CBS på radio i någon större utsträckning. Företaget bildades 1927 som radioföretag och var under lång tid ett av USA:s tre stora TV-bolag med rikstäckande marksändningar.
CBS var tidigare en del av mediakoncernen Viacom, ingick mellan 2006 och 2019 i CBS Corporation och från december 2019 i Viacom CBS, som under 2022 bytte namn till Paramount Global. 
CBS är ett av de fem stora rikstäckande och marksända TV-bolagen i USA. Konkurrenterna är ABC, NBC, Fox och The CW.

## Historia

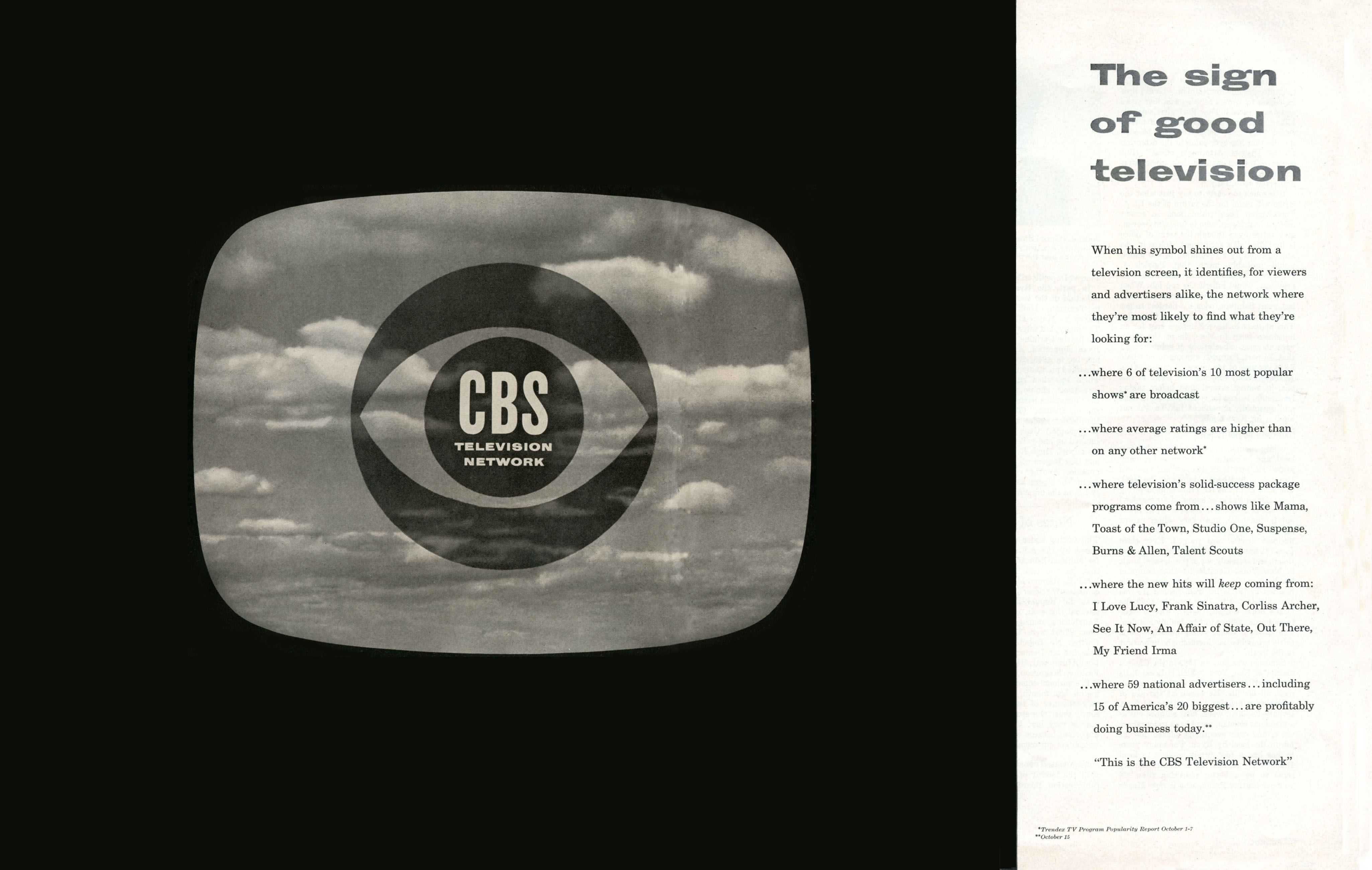
Reklam i tryck från 1951.

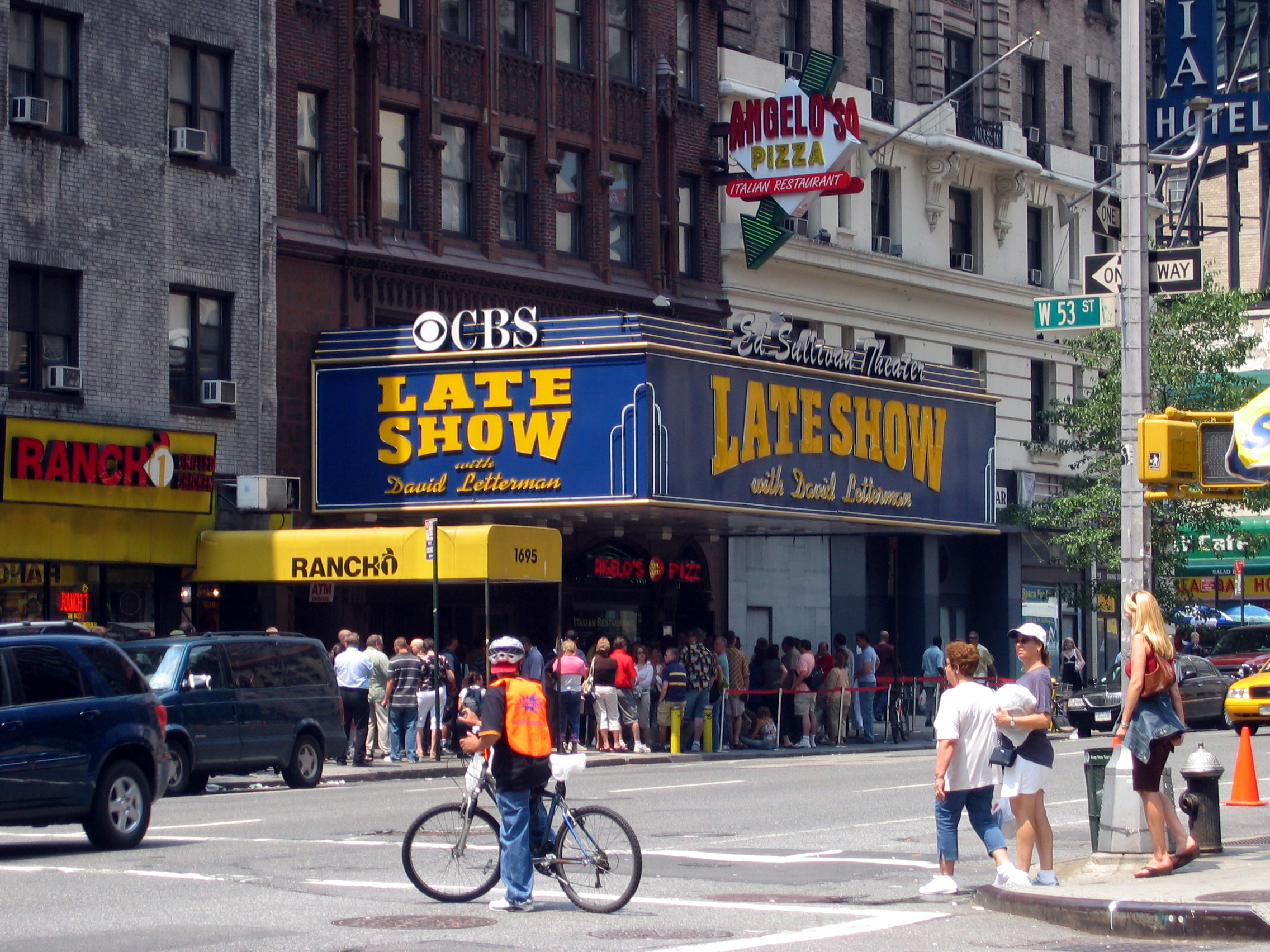
CBS:s Ed Sullivan Theater på Manhattan, var inspelningsplatsen för Late Show with David Letterman.

- September 1928, CBS historia börjar när 27-åringen William S. Paley startar CBS Radio Network genom ett uppköp av United Independent Broadcasters Inc.
- 21 juli 1931, CBS Radio expanderar och startar experimentsändningar över TV-nätet i New York.
- 1940-talet, CBS är det första radioföretaget som skaffar sig ett nät av utrikeskorrespondenter som sände på kortvåg från Europas huvudstäder.
- 1 juli 1941, med sändningar 15 timmar per vecka i svart-vitt börjar WCBW (senare WCBS) sända regelbundet över New York. Den största delen av programtiden används för nyheter.
- 1944, CBS Radio Network har 147 medlemsstationer.
- 3 maj 1948, Douglas Edwards leder det första regelbundna nyhetsprogrammet "The CBS-TV News" som sänds 19:30 på vardagarna.
- 20 juni 1948, Programledaren Ed Sullivan premiärsänder sitt program "Toast of the Town" på CBS TV. Programmet byter senare namn till "The Ed Sullivan Show" och fortsätter till 1971 på CBS.
- 27 juni 1951, Den första TV-serien i färg "The World is Yours!" börjar sändas på CBS.
- 1950-talet, Klassiska TV-serier som "I Love Lucy," "The Twilight Zone", Walter Cronkite's "You Are There", "The Honeymooners" "Krutrök" och "Playhouse 90" börjar sändas på CBS.
- 1960-talet Walter Cronkite blir det första riktiga nyhetsankaret på amerikansk TV med programmet "CBS Evening News".
- 1970-talet, CBS utbud inkluderar "The Ghost Busters" (ej att förväxla med "Ghostbusters"), "The Mary Tyler Moore Show", M*A*S*H", "All in the Family", och "Dallas".
- 1980-talet, Dan Rather börjar som ankare för "CBS Evening News". Serier som "Murder, She Wrote", "Murphy Brown", "Designing Women" och "Lonesome Dove" sänds på CBS.
- 1990-talet "The Late Show with David Letterman" börjar sändas på CBS. HDTV-sändningar inleds.
- 2000, CSI: Crime Scene Investigation premiärsänds på CBS och startar en ny trend på amerikansk TV.

## Program från CBS
- 48 Hours
- 60 Minutes
- Accidentally on Purpose
- As the World Turns
- Big Brother
- Cold Case
- Crimetime Saturday
- Criminal Minds
- CSI: Crime Scene Investigation
- CSI: Miami
- CSI: New York
- Drakar & Demoner
- Gameshow Marathon
- Gary Unmarried
- Ghost Whisperer
- Glamour
- Guiding Light
- How I met your mother
- Kungen av Queens
- Medium
- Mike & Molly
- NCIS
- NCIS: Los Angeles
- Numb3rs
- Person of interest
- På heder och samvete (JAG)
- Survivor
- Still Standing
- The Amazing Race
- The Big Bang Theory
- The Early Show
- The Late Late Show with Craig Ferguson
- The Late Show with David Letterman
- The Mentalist
- Christine
- The Unit
- 2 1/2 män
- Without a Trace
- Hawaii Five-o